# Shudra
Shudra (Sanskrit शूद्र, m., śūdra, f., śūdrā) ist im indischen Kastensystem die Bezeichnung für die vierte Kaste (Varna) der traditionellen vier Kasten. Sie stellen (abgesehen von den Dalit, die außerhalb des Kastensystems stehen) die unterste Schicht der indischen Gesellschaft dar und bilden die Mehrzahl der Bevölkerung: Handwerker, Pachtbauern, Tagelöhner, Diener, Landarbeiter, Arbeiter. Durch abschreckende Strafen waren sie vom Zugang zum mündlich tradierten heiligen Wissen der Brahmanen, die sich des Sanskrit bedienten, ausgeschlossen.
Im modernen Indien, in dem das Kastensystem seit Gründung der Republik 1947 abgeschafft ist, aber weiterhin im gesellschaftlichen Alltag eine große Rolle spielt, zählen die Shudras häufig zu den sogenannten Other Backward Classes (OBC). Da den niederen Kasten (den Scheduled Castes) erleichterter Zugang zu Stellen in der Verwaltung nach einem Quotensystem gewährt wurde, schürte dies Widerstand bei den OBCs, die ebenfalls versuchten, in den Genuss dieser Vorteile zu kommen. Die Shudra-Kasten gelten auch den orthodoxen Hindu als rein, weshalb sie schon immer innerhalb der Ortschaften wohnten. Da die Shudras sehr zahlreich sind, sagt die Bezeichnung Shudra wenig über Gruppenzugehörigkeit aus, wie es z. B. bei den Brahmanen der Fall ist. Die Unterkasten (Jatis) sind hier aussagekräftiger und spielen für die eigene Identität, die Arbeit und das soziale Leben eine größere Rolle.
Im 10. Buch des Rigveda wird im sogenannten Purushasukta beschrieben, wie die verschiedenen Kasten entstanden sind. Sie entstanden während eines Opfers aus dem Urriesen Purusha. Aus dem Kopf wurden dabei die Brahmanen, aus den Armen die Kshatriya, aus den Schenkeln wurden die Vaishya und aus den Füßen die Shudra.
Nach Aussagen der klassischen Gesetzestexte wie der Manusmriti sind die Shudras den höheren Kasten zum Dienst verpflichtet.